# Håmansmaren (mellersta)
Håmansmaren är en sjö i Gävle kommun i Gästrikland och ingår i Hamrångeån-Testeboåns kustområde. Sjön har en area på 0,00666 kvadratkilometer och ligger 6 meter över havet.
Håmansmaren ligger i Håmansmaren Natura 2000-område.

## Delavrinningsområde
Håmansmaren ingår i det delavrinningsområde (673894-158120) som SMHI kallar för Utloppet av
Håmansmaren 3. Medelhöjden är 16 meter över havet och ytan är 0,63 kvadratkilometer. Räknas de 2 avrinningsområdena uppströms in blir den ackumulerade arean 0,69 kvadratkilometer. Avrinningsområdets utflöde mynnar i havet. Avrinningsområdet består mestadels av skog (96 procent).